# スタッド・ルイ・ドゥ
スタッド・ルイ・ドゥ（Stade Louis II (フランス語発音: [stad(ə) lwi dø])）は、モナコフォンヴェイユ区にあるサッカー・陸上競技の競技施設。モナコにある唯一のスタジアムでフランスリーグの強豪ASモナコのホームスタジアムである。名称は「ルイ2世スタジアム」の意味で、モナコ大公ルイ2世にちなんで名づけられた。収容人数は18,523人で、これはモナコ国籍保有者（約32,000人）の半分程度に当たる。

## 歴史

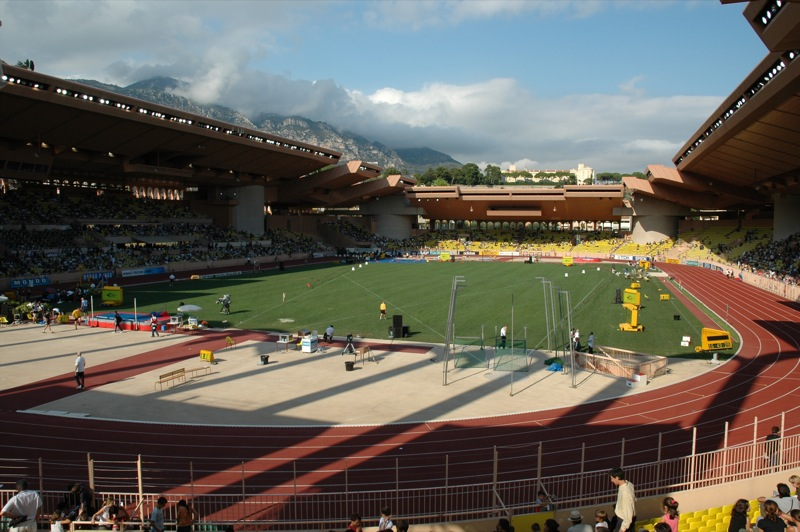
2005年IAAFワールドアスレチックファイナル開催時のスタッド・ルイ・ドゥ
トラック外周のすぐ近くに観客席がある

現在のスタジアムは2代目で、同じ位置に1939年にモナコのホームスタジアムとして建設されたのが初代。1980年代に入ると施設の老朽化により改修が検討され始め、1985年に完成したのが、現在のルイ2世スタジアムである。1987年にスタッド・ルイ・ドゥを会場とする陸上競技大会・ヘラクレスが創設された。同年9月17日に第1回大会が行われて以来ヘラクレスは年に1度開催されている。ヘラクレスは1998年から2002年まではIAAFゴールデンリーグの1大会として開催され、2003年から2005年の3年間はIAAFワールドアスレチックファイナルの舞台となった。ヘラクレスは2010年以降ダイヤモンドリーグの1大会として実施されている。

## 構造・位置

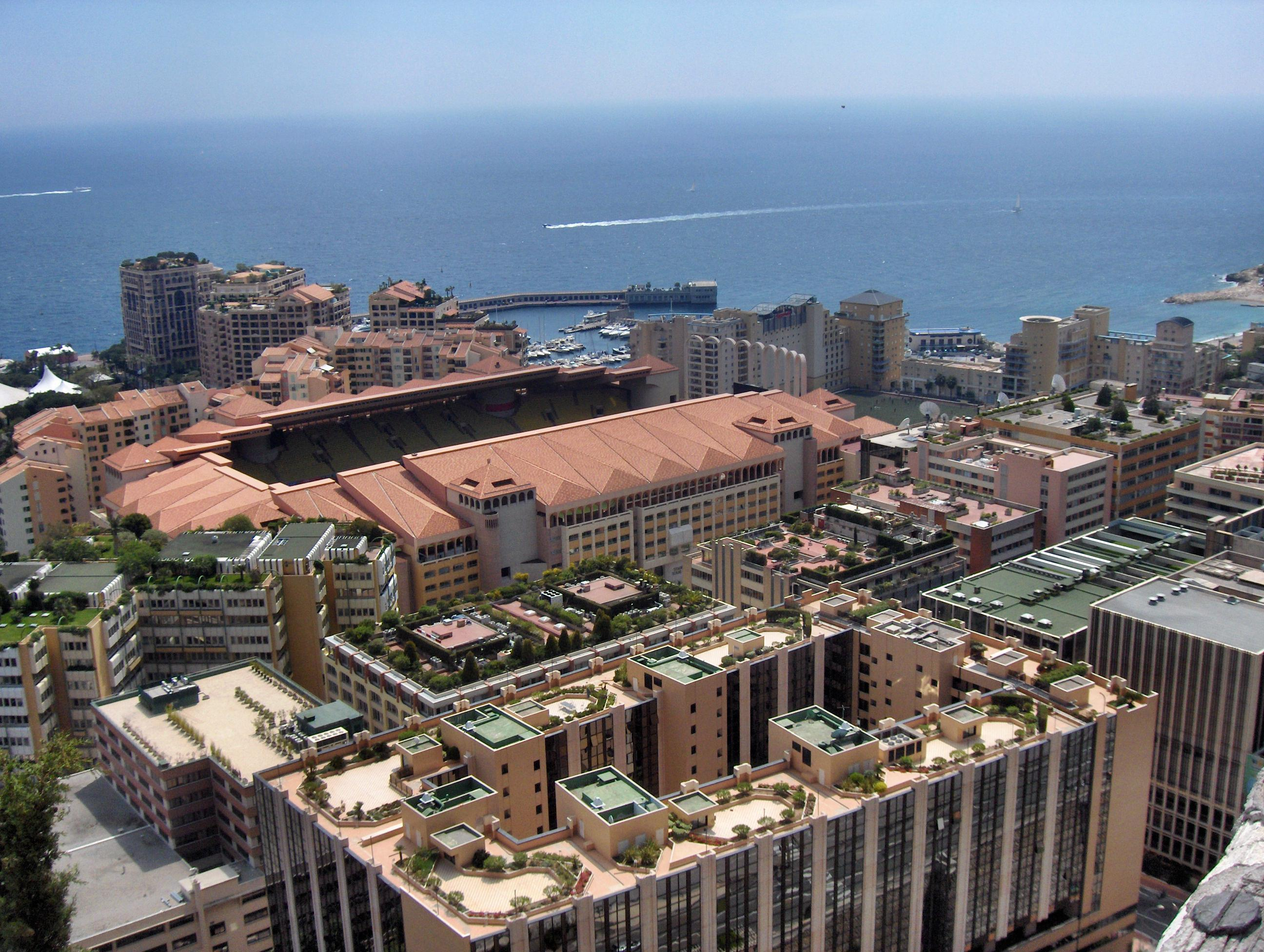
遠景。画像右奥がフランス領。

右はスタジアムの遠景である。周辺のマンションと混ざり合って何処にスタジアムがあるのか分かり難いかもしれないが、外見がまるで普通のビルのようにしか見えないのもこのスタジアムの特徴である。ビルの屋上にスタジアムが乗っかっている、と言う表現が正しいかもしれない。スタジアムの下に当たるビルには、スポーツジム、体育館、プールがあり、更に地下は駐車場になっている。このスタジアムはモナコ唯一のスタジアムであると同時に、モナコ唯一のスポーツコンプレックスでもある。モナコの西端に位置し隣接するカステラン通りとポール通りを挟んだ対面はフランスとなる。